# Фугітивність
Фугітивність — термін, який має кілька значень. Ця сторінка значень містить посилання на статті про кожне з них:
Фугітивність (психологія)   (англ. fugitiveness, рос. фугитивность)  -  здатність до «присвоєння» нової ідентичності через симуляцію удаваних станів.  При цьому удавана поведінка, рефлексована самим гравцем і спостережувана Іншим, має на меті посилення почуття ідентичності. «Присвоєння» нової ідентичності відбувається через симуляцію удаваних станів. Наприклад, інший рівень інтелекту – геніальність / дурість / безумство; інша стадія морального розвитку; змінені стани свідомості – алкогольне (або наркотичне) сп’яніння / транс / екстаз; стан зі зниженою / відсутньої реакцією на довкілля – сон / непритомність / смерть.  
Фугітивність є одним з семи компонентів грайливості / ігрової компетентності. Ігровою позицією, що відповідає фугітивності, є Юродивий.  
Рівень фугітивністі у особистості вимірюється з допомогою опитувальника  ігрової  компетентності  (ОІК), де одна з семи шкал грайливості / ігрової компетентності має назву фугітивність. Опитувальник для самодіагностики дає показник рівня фугітивності. Окремо діагностується прояв фугітивності на основі поведінки людини в конфліктних ситуаціях, де її співідносять до одного з восьми рівнів фугітивності.  
Науковцями було створена програма для розвитку фугітивності. Вивчення фугітивності відбувається у вищих навчальних закладах по посібнику для студентів.  
Гарним прикладом фугітивності, або вдаванного божевілля, є Гамлет: божевілля — це маска, за якою може переховуватись Гамлет, не викликаючи підозри у членів королівської сім’ї та вельмож. Також Одісей, який намагається уникнути участі у війни завдяки фугітивності, вдаванному божевіллю.  
Фугітивність (хімія)  (англ. fugacity, рос. фугитивность) —  величина, підстановка якої в рівняння стану ідеального газу замість тиску, дозволяє використовувати таке рівняння для опису реальних газів. Фугітивність (fB) речовини у газовій суміші дається рівнянням fB = λB lim(pB / λB)p→0, де pB — парціальний тиск, λB — абсолютна активність. Є аналогією до поняття активність для компонентів у розчинах. 